# Bridei III dos Pictos

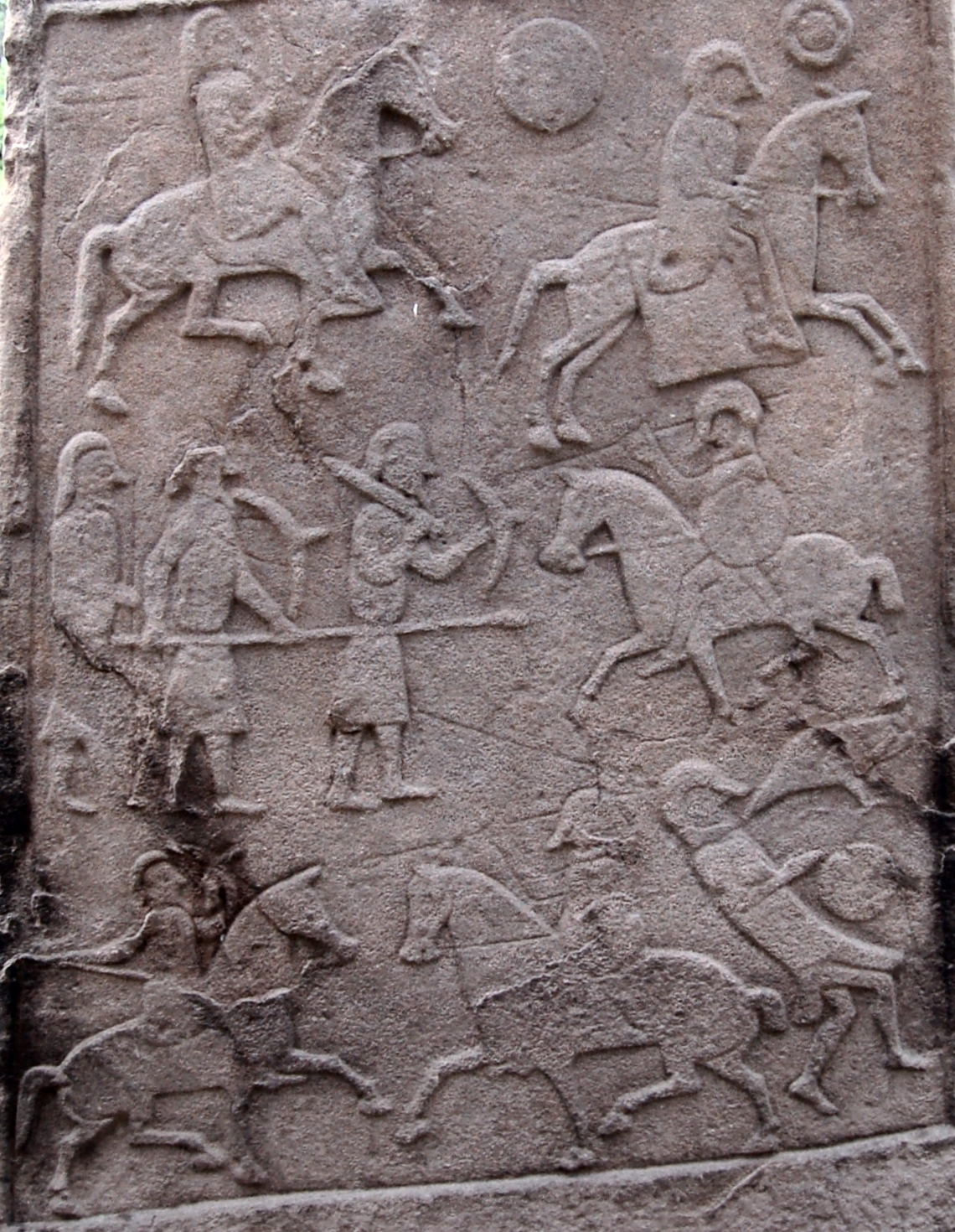
Gravura que remete à batalha entre os pictos e os nortumbrianos na Batalha de Dunnichen

Rei Bridei III (ou Bridei; Irlandês antigo: Bruide mac Bili) (616/628?-693) foi rei de Fortriu e soberano dos pictos entre 671 até a sua morte em 693.

## Vida
Bridei deve ter nascido no início do ano 616, mas não mais que 628. Ele foi o filho de Beli, Rei de Alt Clut e sua aclamação como herdeiro do reino veio a partir do avô paterno, Rei Nechtan dos pictos. Na Historia Brittonum de Nênio nos diz que Bridei era fratruelis do Rei Ecgfrith, ou seja, primeiro de primeiro grau por parte de mãe. Provavelmente, a mãe de Bridei era filha do rei Edwin de Deira.
Bridei foi um dos monarcas de Fortriu com caráter mais expansivo e ativo. Ele atacou Dunnottar em 680-681 e atacou os Órcades em 682, uma campanha tão violenta que os Anais de Ulster dizem que Órcades  foi "destruída" por Bridei ("Orcades deletae sunt la Bruide"). Ele também relata que, no ano seguinte, Bridei atacou Dundurn em Strathearn. Está claro que, de sua em Fortriu (ou Moray), Bridei estabeleceu sua soberania sobre as terras do norte, e algumas ao sul, talvez se colocando em posição para atacar as possessões anglas que existiam mais ao sul. 
É bem possível que Bridei tenha sido considerado como sub-rei de Ecgfrith. A interpretação tradicional é que Bridei não se subjugou a Egfrith, causando sua irritação. Isso levou à famosa Batalha de Dunnichen em 685, no qual o exército anglo-saxão de Ecgfrith foi aniquilado. Uma fonte irlandesa diz que Bridei estava lutando pela herança de seu avô, sugerindo também que Ecgfrith estava desafiando o reino de Bridei, ou então que Bridei estava tentando recuperar os territórios governado pelo avô e que haviam sido tomados pelos ingleses. A consequência dessa batalha foi a expulsão dos nortumbrianos do sudeste da pictilandia e permanente dominação de Fortriu na zona sudeste pictia.
A morte de Bridei foi descrita em ambos anais: nos Anais de Ulster e nos Anais de Tigernach em 693.